# Саво Бурић
Саво Бурић (Загреда, код Даниловграда, 11. јануар 1915 — Београд, 16. јун 1963) био је учесник Народноослободилачке борбе, генерал-потпуковник ЈНА и народни херој Југославије.
Током студија права на Универзитету у Београду прикључио се револуционарном студентском покрету и 1938. постао члан КП Југославије. Као резервни официр учествовао је 1941. у Априлском рату. 
Након окупације учествовао је у организовању Тринаестојулског устанка у цетињском крају. Децембра 1941. учествовао је у нападу на Пљевља, а потом је постао командир чете у Првој пролетерској бригади, где је од сепембра 1942. био је командант Првог ловћенског батаљона. Од јуна 1943. налазио се дужностима команданта — Пете црногорске бригаде, Друге далматинске бригаде, Четврте црногроске бригаде и Треће ударне дивизије.
После ослобођења, био је командант Оклопних јединица ЈНА, командант корпуса, заменика начелник Управе пешадије ЈНА и др. Сахрањен је у Алеји народних хероја у Београду. 

## Биографија
Рођен је 11. јануара 1915. у селу Загреда, код Даниловграда. Потицао је из сиромашне земљорадничке породице. Школовање је започео у Даниловграду, где је завршио основну школу, четири разреда гимназије и положио малу матуру. Потом је на Цетињу похађао више разреде гимназије. Током школовања на Цетињу, учествовао је на прикључио се револуционарном омладинском покрету и присуствовао на тајним састанцима цетињских гимназијалаца. Децембра 1933. био је један од организатора штрајка ученика гимназије против професора латинског језика, због његовог непедагошког односа према ђацима.
Након матуре, отишао је на одслужње војног рока у Југословенску војску (ЈВ), где је похађао Школу резрвних официра у Горажду. После одлужња војног рока, уписао је 1937. Правни факултет у Београду. Како би се издржавао, радио је у Београду разне физичке послове. Током студија активно је припадао револуционарном студентском покрету, који је тих година био веома активан на Београдском универзитету. Учествовао је у многим студентским акцијама и демонстрацијама.
Посебно се истакао децембра 1940, када је с групом студената пошао на Карабурму, у помоћи текстилним радницима у штрајку. На путу су их пресрели жандарми, након чега је дошло до физичког обрачуна у коме је рањен, али су студенти каменицама успели да натерају жандарме на повлачење. У чланство тада илегалне Комунистичке партије Југославије (КПЈ) примљен је 1938. године.

### Народноослободилачка борба
Као резерви потпоручник мобилисан је крајем марта 1941, након војног пуча. Капитулација Југословенске војске 17. априла 1941. затекла га је у Боки которској. Успео је да избегне заробљавање и дође у родно место, где је се одмах укључио у Народноослободилачки покрет (НОП) и рад на организовању устанка. Формирао је у селу партијску ћелију КПЈ, а потом и актив Савеза комунистичке омладине (СКОЈ). Радио је на прикупљању првих герилских група, а као члан Општинског комитета КПЈ за Чево, био је један од организатора напада на Чево 13. јула 1941. када је уништена и заробљена непријатељска посада. У току Тринаестојулског устанка учествовао је у нападу на Даниловград, 17. и 18. јула.
После првих борби, истакао се као храбар борац, због чега је убрзо постављен за командира чете, у Ловћенском партизанском батаљону. После формирања Црногорско-санџачког одреда, његова чета ушла је 18. новембра 1941. у његов састав. Учествовао је у нападу на Пљевља, 1. децембра 1941. када је рањен у руку. Приликом формирања Прве пролетерске ударне бригаде, 21. децембра 1941. постао је командир Друге чете у Првом ловћенском батаљону.
Истицао се у свим борбама, у којима је учествовала његова чета — на Романији, Игману, Улогу, Сињајевини, Дурмитору, нападу на Коњиц и Ливно. Септембра 1942. постављен је за команданта Првог ловћенског батаљона, са којим се истакао у борбама у Херцеговини, Босанској Крајини, Црној Гори и Санџаку, а посебно у разбијању снажних непријатељских јединица у централној Босни, децембра 1942. и јануара 1943, као и тешким борбама на Иванседлу, учешће у противудару код Горњег Вакуфа, током Четврте непријатељске офанзиве на Неретви.
Током Пете непријатељске офанзиве, са својим батаљоном је постигао видне успехе, посебно у борбама код Златног Бора и у долини Сутјеске. Када је почетком јуна 1943. Сава Ковачевић, преузео дужност команданта Треће ударне дивизије, Бурић га је заменио на месту команданта Пете пролетерске црногорске ударне бригаде. Дужност команданта бригаде преузео је у најтежем моменту битке на Сутјесци, када су се јединице Треће дивизије заједно са рањеницима Централне болнице, бориле за покушај пробоја из непријатељског обруча. Под његовом командом бригада је водила борбе на Вучеву, у долони Сутјеске и 13. јуна 1943. извела јуриш на падинама Зеленгоре.
Августа 1943. премештен је на дужност команданта Друге далматинске ударне бригаде. Ову дужност преузео је од Саве Дрљевића, који је прешао на другу дужност. Друга далматинска бригада налазила се тада у саставу Главне оперативне групе и  учествовала је у офанзивним дејствима у источној Босни. Потом је од октобра 1943. дејствовала на подручју Црне Горе, где је 4. октобра у садејству са Четвртом пролетерском црногорском бригадом учествовала у разбијању италијанско-четничких снага које су напале Колашин, а од 18. до 20. октобра одбијала је покушај делова 297. немачке дивизије да се из правца Пећи пробије ка Беранама и Андријевици.
Половином децембра 1943. именован је за команданта Четврте пролетерске црногорске ударне бригаде. Ову дужност преузео је од Љубе Вучковића, који је постављен за команданта Друге пролеетрске дивизије. Бригада је у зиму 1943. боравила у Црној Гори, где је учествовала у Шестој непријатељској офанзиви, а на пролеће 1944. учествовала је у продору дивизија НОВЈ у Србију. У продору од Лима до Студенице и на простору Драгачева водила је више борби. Са ове територије извела је од 21. априла до 5. маја марш-маневар преко гребена Сувобор-Маљен-Медведник. Под притиском бројнијег непријатеља, с осталим снагама Друге пролетерске и Пете крајишке дивизије, преко Златибора, Златара, Јадовника и Лима, повукла се у Црну Гору.
Јула 1944. заменио је Радована Вукановића на дужности команданта Треће ударне дивизије, која је потом учествовала у лето и јесен 1944. на подручју Црне Горе учествовала у Мојковачкој, Андријевичкој и Друмиторској операцији. Почетком 1945. јединице дивизије су прешле у источну Босну, где су априла 1945. учествовале у Сарајевској операцији. Потом су дејствовале на подручју Босанске Крајине, у Карловачкој операцији и разбијању и заробљавању окупаторских и квислиншких снага у рејону Зиданог Моста. Након завршетка рата, Трећа дивизија била је током 1945. и почетком 1946. стационирана у Мославини и Славонији, где је учествовала у уништењу остатака непријатељских јединица и у обнови и изградњи.

### Послератни период
После ослобођења Југославије, наставио је професионалну војну каријеру у Југословенској народној армији (ЈНА). Завршио је Вишу војну академију ЈНА и обављао низ одговорних дужности — био је команданат мотомеханизованих и оклопних јединица Југословенске армије, команданта корпуса, заменика начелника Управе пешадије ЈНА и другим дужностима у Државном секретаријату за народну одбрану.
Први официрски чин — потпуковника, добио је 1. маја 1943, када су уведени официрски чинови у НОВЈ. Октобра 1944. унапређен је у чин пуковника, 22. децембра 1944. у чин генерал-мајора, а чин генерал-потпуковника добио је 1947. године.
Умро је 16. јуна 1963. на Војномедицинској академији у Београду. Сахрањен је у Алеји народних хероја на Новом гробљу у Београду.
Носилац је Партизанске споменице 1941. и других југословенских одликовања, међу којима су — Орден ратне заставе, Орден партизанске звезде првог реда, Орден заслуга за народ првог реда, Орден братства и јединства првог реда, Орден заслуга за народ другог реда и Орден за храброст. Орденом народног хероја је одликован 20. децембра 1951. године.

## Галерија
- Саво Бурић и Блажо Јанковић у Беранама, 1944.
- Саво Бурић са Пејом Раичевићем, политичким комесаром Девете црногорске бригаде, у Бјеловару, 1945.
- Саво Бурић (на месту сувозача) издаје заповест за напад на Цеље команданту Девете црногорске ударне бригаде, Душану Драговићу (први слева), 1945.
- Партизанска споменица 1941.
- Орден народног хероја